# Jack Lang
Jack Mathieu Émile Lang (født 2. september 1939 i Mirecourt, Lorraine) er en fransk politiker. Han var fra 1971-1981 professor i folkeret i Nancy, og var samtidig fra 1963 til 1977 leder for den internationale teaterfestival i Nancy og fra 1972 til 1974 chef for Théâtre National de Chaillot.
Lang er medlem af det franske socialistparti, og ledte partiets Europavalgkamp i 1979. Fra 1981 til 1986 og fra 1988 til 1992 var han fransk kulturminister, og fra 1992 til 1993 uddannelses- og kulturminister. Han var medlem af det europæiske parlament fra 1994 til 1997. Fra 2000 til 2002 var ham igen uddannelsesminister. Han er nu medlem af det franske parlament for Pas-de-Calais.
Lang blev i 2015 forfremmet fra ridder til officer af Æreslegionen.